# Torneo de Apertura ARUSA 2016
El Torneo de Apertura ARUSA de 2016 fue un torneo de rugby de primera división de Chile.
El campeón del torneo fue el club Stade Français. La final se disputó en el Complejo de Atletismo Eliana Gaete Lazo.

## Primera fase
|  | Clasifica a las semifinales por el campeonato.    |
|  | Clasifica a las semifinales por el quinto puesto. |
|  | Clasifica a las semifinales por el noveno puesto. |
|  | Clasifica a las semifinales por el noveno puesto. |

### Grupo A
| Pos. | Equipo               | Encuentros | Encuentros | Encuentros | Encuentros | Tantos | Tantos | Tantos | PB | PB | Puntos |
| Pos. | Equipo               | PJ         | PG         | PE         | PP         | F      | C      | Dif    | BO | BD | Puntos |
| ---- | -------------------- | ---------- | ---------- | ---------- | ---------- | ------ | ------ | ------ | -- | -- | ------ |
| 1.º  | Stade Français       | 7          | 6          | 0          | 1          | 246    | 177    | +69    | 4  | 0  | 28     |
| 2.º  | Old Reds             | 7          | 6          | 0          | 1          | 287    | 138    | +149   | 2  | 0  | 26     |
| 3.º  | PWCC                 | 7          | 5          | 0          | 2          | 348    | 145    | +203   | 3  | 1  | 24     |
| 4.º  | Viña RC              | 7          | 4          | 0          | 3          | 219    | 160    | +59    | 3  | 1  | 20     |
| 5.º  | Universidad Católica | 7          | 4          | 0          | 3          | 239    | 118    | +121   | 2  | 2  | 20     |
| 6.º  | Old Georgians        | 7          | 2          | 0          | 5          | 223    | 210    | +13    | 2  | 2  | 12     |
| 7.º  | DOBS                 | 7          | 1          | 0          | 6          | 81     | 488    | -407   | 0  | 0  | 4      |
| 8.º  | Seminario La Serena  | 7          | 0          | 0          | 7          | 124    | 331    | -207   | 1  | 3  | 4      |

### Grupo B
| Pos. | Equipo              | Encuentros | Encuentros | Encuentros | Encuentros | Tantos | Tantos | Tantos | PB | PB | Puntos |
| Pos. | Equipo              | PJ         | PG         | PE         | PP         | F      | C      | Dif    | BO | BD | Puntos |
| ---- | ------------------- | ---------- | ---------- | ---------- | ---------- | ------ | ------ | ------ | -- | -- | ------ |
| 1.º  | COBS                | 7          | 6          | 0          | 1          | 199    | 88     | +111   | 3  | 0  | 27     |
| 2.º  | Old Macks           | 7          | 5          | 0          | 2          | 236    | 87     | +149   | 2  | 2  | 24     |
| 3.º  | Sporting Rugby Club | 7          | 5          | 0          | 2          | 234    | 147    | +87    | 4  | 0  | 24     |
| 4.º  | Old Johns           | 7          | 4          | 0          | 3          | 149    | 119    | +30    | 2  | 2  | 20     |
| 5.º  | Alumni SC           | 7          | 3          | 0          | 4          | 184    | 186    | -2     | 3  | 2  | 17     |
| 6.º  | Old Boys            | 7          | 3          | 0          | 4          | 159    | 124    | +35    | 2  | 3  | 17     |
| 7.º  | Old Locks           | 7          | 2          | 0          | 5          | 127    | 183    | -56    | 0  | 1  | 9      |
| 8.º  | Santo Tomás         | 7          | 0          | 0          | 7          | 36     | 390    | -354   | 0  | 0  | 0      |

## Fase final

### Decimotercer puesto
|  | Semifinal   | Semifinal   | Semifinal |           |      | Final | Final | Final |  |
|  |             |             |           |           |      |       |       |       |  |
|  |             |             |           |           |      |       |       |       |  |
|  | DOBS        | DOBS        | 42        |           |      |       |       |       |  |
|  | DOBS        | DOBS        | 42        |           |      |       |       |       |  |
|  | Santo Tomás | Santo Tomás | 41        |           |      |       |       |       |  |
|  | Santo Tomás | Santo Tomás | 41        |           | DOBS | DOBS  | 3     |       |  |
|  |             |             |           |           | DOBS | DOBS  | 3     |       |  |
|  |             |             | Old Locks | Old Locks | 21   |       |       |       |  |
|  | Old Locks   | Old Locks   | Old Locks | Old Locks | 21   | 59    |       |       |  |
|  | Old Locks   | Old Locks   |           |           |      | 59    |       |       |  |
|  | Seminario   | Seminario   | 10        |           |      |       |       |       |  |
|  | Seminario   | Seminario   | 10        |           |      |       |       |       |  |
|  |             |             |           |           |      |       |       |       |  |

### Noveno puesto
|  | Semifinal            | Semifinal            | Semifinal |           |                      | Final                | Final | Final |  |
|  |                      |                      |           |           |                      |                      |       |       |  |
|  |                      |                      |           |           |                      |                      |       |       |  |
|  | Universidad Católica | Universidad Católica | 24        |           |                      |                      |       |       |  |
|  | Universidad Católica | Universidad Católica | 24        |           |                      |                      |       |       |  |
|  | Old Boys             | Old Boys             | 16        |           |                      |                      |       |       |  |
|  | Old Boys             | Old Boys             | 16        |           | Universidad Católica | Universidad Católica | 50    |       |  |
|  |                      |                      |           |           | Universidad Católica | Universidad Católica | 50    |       |  |
|  |                      |                      | Alumni SC | Alumni SC | 33                   |                      |       |       |  |
|  | Alumni SC            | Alumni SC            | Alumni SC | Alumni SC | 33                   | 34                   |       |       |  |
|  | Alumni SC            | Alumni SC            |           |           |                      | 34                   |       |       |  |
|  | Old Georgians        | Old Georgians        | 24        |           |                      |                      |       |       |  |
|  | Old Georgians        | Old Georgians        | 24        |           |                      |                      |       |       |  |
|  |                      |                      |           |           |                      |                      |       |       |  |

### Quinto puesto
|  | Semifinal   | Semifinal   | Semifinal |         |      | Final | Final | Final |  |
|  |             |             |           |         |      |       |       |       |  |
|  |             |             |           |         |      |       |       |       |  |
|  | PWCC        | PWCC        | 45        |         |      |       |       |       |  |
|  | PWCC        | PWCC        | 45        |         |      |       |       |       |  |
|  | Old Johns   | Old Johns   | 24        |         |      |       |       |       |  |
|  | Old Johns   | Old Johns   | 24        |         | PWCC | PWCC  | 25    |       |  |
|  |             |             |           |         | PWCC | PWCC  | 25    |       |  |
|  |             |             | Viña RC   | Viña RC | 13   |       |       |       |  |
|  | Viña RC     | Viña RC     | Viña RC   | Viña RC | 13   | 26    |       |       |  |
|  | Viña RC     | Viña RC     |           |         |      | 26    |       |       |  |
|  | Sporting RC | Sporting RC | 12        |         |      |       |       |       |  |
|  | Sporting RC | Sporting RC | 12        |         |      |       |       |       |  |
|  |             |             |           |         |      |       |       |       |  |

### Campeonato
|  | Semifinal      | Semifinal      | Semifinal |      |                | Final          | Final | Final |  |
|  |                |                |           |      |                |                |       |       |  |
|  |                |                |           |      |                |                |       |       |  |
|  | Stade Français | Stade Français | 25        |      |                |                |       |       |  |
|  | Stade Français | Stade Français | 25        |      |                |                |       |       |  |
|  | Old Macks      | Old Macks      | 20        |      |                |                |       |       |  |
|  | Old Macks      | Old Macks      | 20        |      | Stade Français | Stade Français | 19    |       |  |
|  |                |                |           |      | Stade Français | Stade Français | 19    |       |  |
|  |                |                | COBS      | COBS | 14             |                |       |       |  |
|  | COBS           | COBS           | COBS      | COBS | 14             | 31             |       |       |  |
|  | COBS           | COBS           |           |      |                | 31             |       |       |  |
|  | Old Reds       | Old Reds       | 26        |      |                |                |       |       |  |
|  | Old Reds       | Old Reds       | 26        |      |                |                |       |       |  |
|  |                |                |           |      |                |                |       |       |  |

| Bandera de Chile       |
| Campeón Stade Français |